# Chromoteleia semicyanea
Chromoteleia semicyanea är en stekelart som beskrevs av William Harris Ashmead 1893. Chromoteleia semicyanea ingår i släktet Chromoteleia och familjen Scelionidae. Inga underarter finns listade i Catalogue of Life.